# Infracción de tráfico
Una infracción de tránsito es un incumplimiento de la normativa de circulación de vehículos que acarrea una sanción administrativa. En el caso de las infracciones de tránsito más graves, la sanción puede ser de orden penal, hasta el punto de acarrear penas privativas de libertad.
Dentro del concepto de infracción de tránsito se incluyen todos los posibles vehículos: de motor, de tracción animal, bicicletas o incluso producidas por los meros peatones.
Las infracciones de tránsito pueden ser de muy diversa índole, si bien las más graves suelen ser aquellas que ponen en peligro la vida del infractor o de terceros. Entre éstas cabe citar el exceso de velocidad, la conducción temeraria o la conducción bajo los efectos de sustancias psicoactivas, como las bebidas alcohólicas o estupefacientes. Sin embargo, infracciones de tránsito puede ser también todo tipo de transgresión de la normativa, aunque el resultado de dicho incumplimiento sea simplemente la incomodidad para terceras personas, el entorpecimiento del tránsito de vehículos o de personas, o incluso el incumplimiento de obligaciones formales. Son también, por tanto, infracciones de tránsito, el mal aparcamiento o el incumplimiento de la obligación de llevar consigo la documentación del vehículo, por ejemplo.
Normalmente cuando una sanción es de tal gravedad como para que se sancione en el orden penal, el orden administrativo suele inhibirse en favor de la pena más grave. Se evita con ello sancionar dos veces la misma infracción.

## Infacciones de tráfico en los Estados Unidos
Las leyes de tráfico en los Estados Unidos son diferentes en distintos estados. Por ejemplo, en Virginia hay tres tipos de violaciones: infracciones, delitos menores y delitos criminales. Violaciones en Connecticut caen en categorías similares como infracciones, delitos menores y delitos graves. Las infracciones de tráfico más comunes en Connecticut incluyen: exceso de velocidad, usar un celular o enviar mensajes de texto, e conducir de forma temeraria.

## Infracciones de tráfico en España
Las competencias de tráfico en España está repartida entre tres organismos, DGT (79% del censo de conductores), Servicio catalán de tráfico (16%) y la Ertzaintza (6%).
Durante el año 2006 la DGT formuló algo más de 94.000 denuncias por alcoholemía mientras que los Mozos de Escuadra impusieron algo más de 30.000 sanciones.